# Brent Dlugach
Brent P. Dlugach, né le 3 mars 1983 à Fort Smith (Arkansas), est un joueur américain de baseball. Il évolue brièvement dans la Ligue majeure de baseball, jouant cinq matchs pour les Tigers de Détroit en 2009.

## Carrière
Après ses études secondaires à la Houston High School de Germantown (Tennessee), Brent Dlugach rejoint l'université de Memphis où il porte les couleurs des Tigers de Memphis.
Il est repêché en juin 2004 par les Tigers de Détroit. Après trois saisons en Ligues mineures, il connait deux saisons (2007 et 2008) surtout marquées par ses absences sur blessure. 
Brent Dlugach retrouve les terrains en 2009 sous les couleurs des Mud Hens de Toledo en Triple-A, puis fait ses débuts en Ligue majeure le 13 septembre 2009. Il dispute cinq parties cette saison-là dans l'uniforme des Tigers, deux comme joueur d'arrêt-court, deux comme joueur de troisième but et une en tant que frappeur désigné. Il ne frappe aucun coup sûr en 3 passages au bâton et sa moyenne au bâton en carrière dans les majeures est donc de ,000. Utilisé comme coureur suppléant à sa première apparition dans un match des majeures, il inscrit un point.
Il passe la saison 2010 en ligues mineures. Le 4 novembre 2010, Dlugach est échangé aux Red Sox de Boston contre un joueur à être nommé plus tard et une somme d'argent. Après avoir passé 2011 avec les Red Sox de Pawtucket de la Ligue internationale, il est rapatrié par les Tigers de Detroit le 4 février 2012 mais ne retrouve pas le chemin des majeures.

## Statistiques
| Saison | Équipe  | G | AB | R | H | 2B | 3B | HR | RBI | SB | BA   |
| ------ | ------- | - | -- | - | - | -- | -- | -- | --- | -- | ---- |
| 2009   | Détroit | 5 | 3  | 1 | 0 | 0  | 0  | 0  | 0   | 0  | .000 |
| Totaux | Totaux  | 5 | 3  | 1 | 0 | 0  | 0  | 0  | 0   | 0  | .000 |

Note : G = Matches joués ; GS = Matches comme lanceur partant ; CG = Matches complets ; SHO = Blanchissages ; 
V = Victoires ; D = Défaites ; SV = Sauvetages ; IP = Manches lancées ; SO = Retraits sur des prises ; ERA = Moyenne de points mérités.